# رئيس أركان القوات المسلحة (تونس)

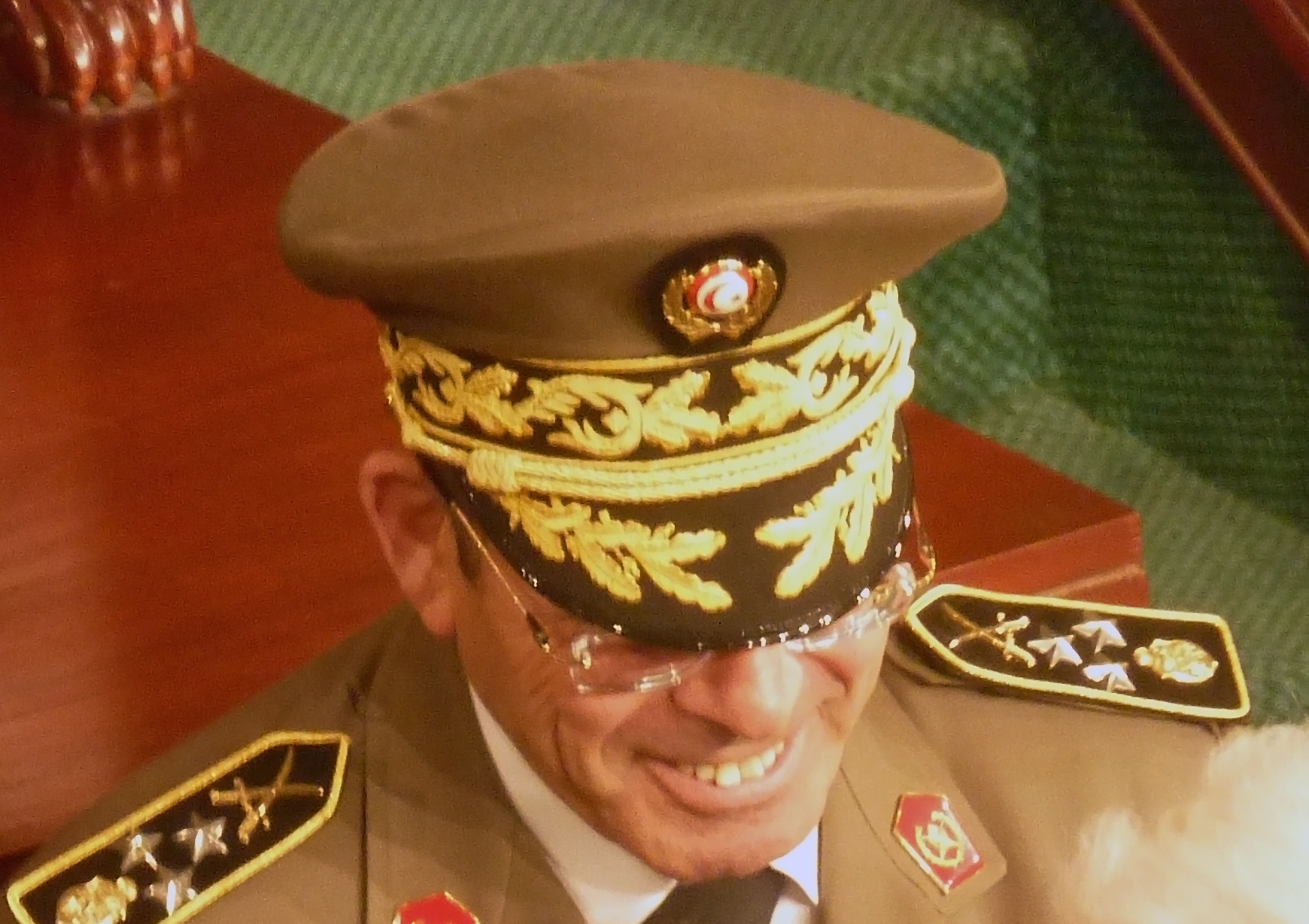
الجنرال رشيد عمار رئيس أركان القوات المسلحة التونسية في سنة 2013.

رئيس أركان القوات المسلحة هي قانونيا اسم أكبر رتبة عسكرية في الجيش الوطني التونسي تم إلغائها في صيف 2013، و آخر متقلد للمنصب هو الجنرال رشيد عمار الذي تسلمه في 19 أبريل 2011، و قد كان قبل هذا جنرال فيلق و رئيس أركان جيش البر، و قد استقال الجنرال رشيد عمار في 25 يونيو 2013 بعد وصوله سن التقاعد. 

متحمل هذا المنصب لديه صلاحيات السلطة على الموظفين العسكريين، و هو بهذا رئيس هيئة الأركان المشتركة للجيوش الثلاثة الرئيسية.

و يشرف على رؤساء أركان القوات الجوية و البحرية الوطنية و القوات البرية الثلاثة إلى جانب رئيس أركان الحرس الوطني عندما يتدخل في المهمات و العمليات العسكرية.

فضلا عن أعضاء مجلس الإدارة و رؤساء المنظمات العسكرية المرتبطة به.

و هو أيضا المستشار العسكري الرئيسي لرئيس الجمهورية التونسية.

## التاريخ
رئيس أركان القوات المسلحة الحالي هو الجنرال رشيد عمار الذي تولى المنصب في 19 أبريل 2011 و استقال في 25 يونيو 2013 بعد وصوله لسن التقاعد.
تم إلغاء المنصب عند استقالة رشيد عمار في 25 يونيو 2013.

## القائمة
| الصورة | الاسم            | الفيلق                 | بداية العهدة  | نهاية العهدة  |
| ------ | ---------------- | ---------------------- | ------------- | ------------- |
|        | يوسف بركات       | القوات البرية التونسية | ?             | ?             |
|        | عبد الحميد الشيخ | القوات البرية التونسية | ?             | ?             |
|        | محمد سعيد الكاتب | القوات البرية التونسية | ?             | ?             |
|        | رشيد عمار        | القوات البرية التونسية | 19 أبريل 2011 | 25 يونيو 2013 |

## مقالات ذات صلة
- رئيس أركان القوات الجوية (تونس)
- رئيس أركان القوات البرية (تونس)
- رئيس أركان البحرية الوطنية (تونس)